# 카타지나 피구라
카타지나 피구라(Katarzyna Figura, 1962년 3월 22일 ~ )는 폴란드의 배우이다. 2004 폴란드 영화상 여우주연상 수상자이다.

## 출연 작품
- 섹스 스캔들 (2021)
- 디아블로: 분노의 질주 (2019)
- 유마 (2012)
- 러브 앤 댄스 (2009)
- 아리아 디바 (2007)
- 썸머 러브 (2006)
- 우리는 모두 예수다 (2006)
- 우부, 더 킹 (2003)
- 리벤지 (2002)
- 피아니스트 (2002)
- 폭풍 질주 (1995)
- 패션쇼 (1994)
- 다크 러브 (1993)
- 와싱 머신 (1992)
- 레드 슈 다이어리 (1992)
- 플레이어 (1992)
- 겁주는 여자들 (1990)
- 에리나와 알렉스와 간이역 (1989)
- 킹 사이즈 (1988)
- 환상의 헐리웃 (1987)
- 가가 - 영웅에게 영광을 (1986)
- 노 엔드 (1985)